# The Swing of Things
The Swing of Things es una biografía de a-ha, escrita por el autor noruego Jan Omdahl y publicada el 21 de octubre de 2004. La obra fue actualizada por el mismo autor y reeditada en el 2010 con el nombre The Swing of Things 1985-2010, como parte del material conmemorativo del 25º aniversario del salto al éxito internacional del grupo.
Es, actualmente, la biografía más completa de a-ha
Según el autor:

"El libro no tiene la intención de ser un resumen cronológico de la carrera de a-ha. El libro es una celebración de la más exitosa historia del pop noruego. Es un retrato psicológico de las tres grandes estrellas del pop y de la extraña energía que surge cuando están juntos. La historia puede ser más oscura y complicada de lo que esperas, pero es una historia real."
Jan Omdahl

El libro está dividido en varios capítulos:
1. "Preface"
2. "Take on Me"
3. "Hunting High and Low"
4. "In the Cellar, With Wings"
5. "Scoundrel Days"
6. "An Unstable Reactor"
7. "Stay on These Roads"
8. "Manhattan Skyline"
9. "Fame"
10. "East of the Sun, West of the Moon"
11. "Bonfire of the Vanities"
12. "Memorial Beach"
13. "Murmurs of the Heart"
14. "Version 2.0"
15. "Minor Earth Major Sky"
16. "Circus People"
17. "Lifelines"
18. "The Voice"
19. "Return of the Living Dead"
20. "Epilogue"
21. "a-ha: The Demo Tapes"
22. "Appendix"

## The Demo Tapes
The Demo Tapes es un CD recopilatorio de edición limitada compuesto por maquetas, versiones alternativas y temas inéditos grabados por a-ha antes de su salto al éxito en 1985, probablemente entre 1982 y 1984. El disco se incluía junto al libro The Swing of Things y no se podía adquirir por separado. La reedición de 2010 de la biografía no incluye el CD.

### Temas
El CD contiene 12 temas, además de la pista oculta "Living a Boy's Adventure Tale (Early Version)" (comienza a partir del minuto 4:50 de la pista 12). Todos los temas han sido seleccionados por el autor, Jan Omdahl, bajo la supervisión de a-ha.
| The Demo Tapes |                                      |                                                      |          |  |
| N.º            | Título                               | Escritor(es)                                         | Duración |  |
| 1.             | «Take on Me» (Demo)                  | Paul Waaktaar-Savoy, Magne Furuholmen, Morten Harket |          |  |
| 2.             | «Presenting Lily Mars»               | Paul Waaktaar-Savoy                                  |          |  |
| 3.             | «Dot the I»                          | Paul Waaktaar-Savoy, Magne Furuholmen, Morten Harket |          |  |
| 4.             | «Days on End»                        | Paul Waaktaar-Savoy, Morten Harket                   |          |  |
| 5.             | «The Love Goodbye»                   | Paul Waaktaar-Savoy, Magne Furuholmen                |          |  |
| 6.             | «Monday Morning»                     | Paul Waaktaar-Savoy, Magne Furuholmen, Morten Harket |          |  |
| 7.             | «Never Never»                        | Paul Waaktaar-Savoy                                  |          |  |
| 8.             | «Så Blåser det på Jorden»            |                                                      |          |  |
| 9.             | «Go to Sleep»                        | Paul Waaktaar-Savoy                                  |          |  |
| 10.            | «Hunting High and Low» (Alternative) | Paul Waaktaar-Savoy                                  |          |  |
| 11.            | «I've Been Losing You» (Alternative) | Paul Waaktaar-Savoy                                  |          |  |
| 12.            | «The Swing of Things» (Demo)         | Paul Waaktaar-Savoy                                  |          |  |

- Datos: Q6145310